# Violet Archer
Violet Louise Archer (Montreal, 24 d'abril de 1913 - Ottawa, 21 de febrer del 2000) va ser una compositora, professora de música, pianista, organista i percussionista quebequesa. Fou àmpliament reconeguda pel seu domini de les dues tècniques tradicionals i contemporànies de la música, i pel seu vast i divers conjunt d'obres. El seu llegat compositiu és format per més de 330 composicions, moltes de les quals han tingut gran difusió internacional, havent estat interpretades en més de trenta països. Dins d'aquest ampli ventall musical destaca el seu concert per a piano (1956), que s'ha arribat a considerar un dels millors concerts compostos per un artista canadenc. Va ser respectada internacionalment pel seu afany d'apropar la música contemporània al públic jove, i per marcar un lideratge entre les dones compositores del segle xx. L'any 1983 fou nomenada membre de l'Orde del Canadà. A més, va rebre l'Alberta Life Achievement Award, el Canadian Music Council's Composer of the Year Award, el Canada 125 Award i el Queen's Silver Jubilee Medal.
El seu nom de naixement va ser Violet Balestreri, però ella i la seva família el van canviar a «Archer» el 1940. Va morir a Ottawa el 21 de febrer del 2000.

## Infància i educació
La seva mare se la va endur a Itàlia el 1914 quan ella tenia catorze mesos. Allà van romandre durant cinc anys després de l'esclat de la Primera Guerra Mundial. Durant aquest temps, Archer va rebre les seves primeres impressions musicals, les quals es van enfortir un cop va tornar al Canadà conduïdes per la passió que tenien els seus pares cap a l'òpera, així com pels serveis de l'església presbiteriana a la qual assistia. Als deu anys va començar a rebre classes de piano, i el 1930 es va graduar a la Montréal High School for Girls. Va començar a treballar com a pianista acompanyant als disset anys, coincidint amb el seu pas per la Universitat McGill, on va estudiar piano amb na Dorothy Shearwood-Stubington i orgue amb en JJ Weatherseed. També va poder estudiar composició amb en Claude Champagne i en Douglas Clarke subvencionada per beques. El 1934 va obtenir la Llicenciatura en Pianoforte de la Universitat McGill, la Llicenciatura en Música el 1936 i el Diploma d'Associat del Reial Col·legi Canadenc d'Organistes el 1938.

## Inicis al món professional
Archer va ser percussionista amb l'Orquestra simfònica de dones de Montreal (1940-1947); va treball com a acompanyant, mestra de piano i teoria musical, i va ser organista adjunt a diverses esglésies de Montreal. Va debutar formalment el 1940 com a compositora orquestral amb la seva composició Scherzo Sinfonico, interpretada per l'Orquestra de Montreal sota la direcció de Douglas Clarke. Va ser aquell mateix any quan ella i la resta de la seva família van decidir adoptar el cognom Archer, que és la traducció a l'anglès de Balestreri. L'any següent, el director d'orquestra anglès Sir Adrian Boult va seleccionar la seva composició Britannia - A Joyfol Overture per un programa de la BBC emés el 19 de març de 1942. Més tard l'obra va ser enregistrada i transmesa per la mateixa cadena dirigit a les forces armades que es trobaven a Europa. La seva primera composició publicada va arribar el 1946: Three Scenes for Piano (Habitant Sketches).

## Grans influències: Béla Bartók i Paul Hindemith

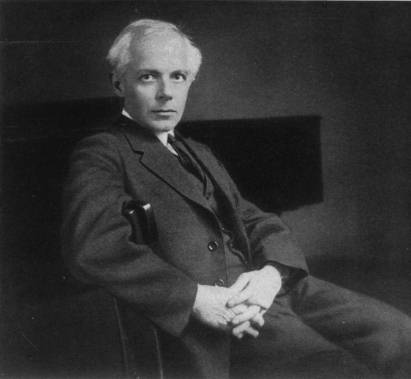
Bartók va ser una figura essencial en la carrera d'Archer

L'estiu de 1942 va viatjar a la ciutat de Nova York on va estudiar amb el compositor hongarès Béla Bartók, qui la va introduir en cançons populars hongareses i la tècnica de la variació, inculcant-li un interès permanent en la música popular. També va animar-la a explorar diferents tipus de modes i ritmes. Va ser professora al conservatori de McGill dels anys 1944 al 1947. Seguidament, del 1947 al 1949, va estudiar Composició amb en Paul Hindemith a la Universitat Yale, on obtingué una Llicenciatura en Música el 1948 i un Màster en Música l'any següent. Hindemith deixaria una forta marca en l'estil compositiu d'Archer, especialment apreciable en el gènere de la cançó.
Entre els anys 1947 i 1949 fou percussionista amb la New Haven Symphony Orchestra, i va ensenyar a l'Escola d'Estiu de la Universitat d'Alberta el 1948 i el 1949. Un premi guanyat el 1949 de les Ladies' Morning Musical Club of Montréal li va permetre passar un temps a Anglaterra, on hi va anar l'any 1950. Allí va interpretar els seus treballs de piano, obres que més tard també interpretaria a França, Suïssa i Itàlia. Durant aquesta època també va guanyar el Yale’s Woods Chandler Memorial Prize el 1949 pel seu gran treball coral-orquestral The Bell, el qual va ser estrenat el 1953 pel Montréal Bach Choir. La seva Fanfare i Passacaglia va ser estrenada al Simposi Internacional d'Estudiants de Música de Boston el 1949. Archer va rebre més tard una citació pels serveis distingits en la música per part de l'Associació d'Alumnes de Música de l'Escola de Yale el 1968.

## Carrera com a professora
Del 1950 al 1953 Archer va ser compositora-resident a la Universitat del Nord de Texes, on també va estudiar musicologia amb en Otto Kinkeldey. L'any 1952 va ensenyar a la Cornell University i del 1953 al 1961 va ensenyar a la Universitat d'Oklahoma. Allà, va ser l'amfitriona de programes de ràdio i televisió dedicats a la música del S. XX, i va actuar com a jutgessa estatal (1953-1961) i jutgessa nacional (1959-1961) per a diverses competicions de composició per a joves. Va rebre una beca per compondre en la MacDowell Colony (un dels retirs més antics per a artistes als EUA) a l'estiu de 1956, i una beca d'alt nivell del Consell del Canadà li va permetre prendre's la llicència d'un any (1958-1959) a la Universitat d'Oklahoma per completar quatre obres, entre elles Apocalypse i el concert per a violí. Després del seu retorn a Canadà, va començar un doctorat a la Universitat de Toronto el 1961, però es va veure obligada a deixar-ho de banda per cuidar la seva mare malalta. L'any 1962, es va incorporar a la Facultat de Música de la Universitat d'Alberta. Allà es convertiria en presidenta del Departament de Teoria i Composició. Va romandre a la Universitat d'Alberta fins al seu retir en 1978, quan va ser nomenada professora emèrit i va continuar donant classes a temps parcial.
També va donar una conferència a la Universitat de Saskatchewan el 1990 i la Universitat d'Alaska el 1992, i va ser nomenada professora adjunt a la Universitat de Carleton. Entre els seus alumnes notables figuren el compositor Larry Austin i el violoncel·lista Shauna Rolston.

## Rols administratius
A més dels seus deures acadèmics, Archer formava part dels organitzadors a la Canada Music Week d'Edmonton, i jutge en diversos concursos de composició (per exemple, el Banff Centre for the Arts o la Federació Canadenca d'Associacions de Mestres de Música, així com altres als EUA). Va formar part de la Junta Occidental de Música del 1965 al 1968 i va cofundar l'Associació de Compositors d'Alberta l'any 1977. Va ser votada per formar part del Consell de la Societat Canadenca de Compositors el 1975, i va servir en el comitè consultiu per la Edmonton's celebration of women in the arts el 1988.

## Composició
Metòdica en els procediments, no només va treballar de manera eficient en la tradició de la música clàssica occidental sinó que també va incorporar procediments de sèrie més modernistes, paral·lelisme i influències populars en la seva música. Les seves primeres obres reflecteixen la influència de la modalitat d'influències com ara Douglas Clarke i Vaughan Williams. En el seu treball es pot escoltar tendència emergent cap al cromatisme, a més de la seva acceptació de l'ètica "Gebrauchsmusik" (música escrita per a un propòsit específic). Va ensenyar els seus estudiants la tècnica dels 12 tons, però mai ho va aplicar a la seva pròpia obra, ni va utilitzar els procediments de la música aleatoria (una tècnica compositiva que utilitza l'atzar i l'aleatorietat, ja sigui de manera parcial o total). Archer va produir una gran quantitat de música que most of the vocal and instrumental performance media, incloent-hi l'òpera còmica Sganarelle (1973) i una banda sonora per al documental Someone Cares (1976). La gran influència de Hindemith es reflecteix en gran part de la seva producció a partir del 1950, un nombre significatiu dels quals va consistir en obres educatives o pedagògiques. Reconeixent la importància de la creació dels músics i el públic que entenen i aprecien l'harmonia del S. XX, melodia i ritme, va escriure moltes peces elementals i intermèdies per a intèrprets, i va animar altres compositors a escriure per als nens. Durant els seus anys d'ensenyament als EUA, la influència d'Arnold Schoenberg, el creador de la tècnica de 12 tons, la va reafirmar en les seves tècniques de variació. La seva composició Cantata Sacra (1966) mostra un fort element expressionista. El seu creixent interès en sonoritats dramàtiques i evocadores la va portar a l'expressionisme del Preludi-Incantation (1964). Archer no tenia por de crear noves innovacions, i en la dècada de 1970 va utilitzar sons electrònics a Haiku i Episodes.

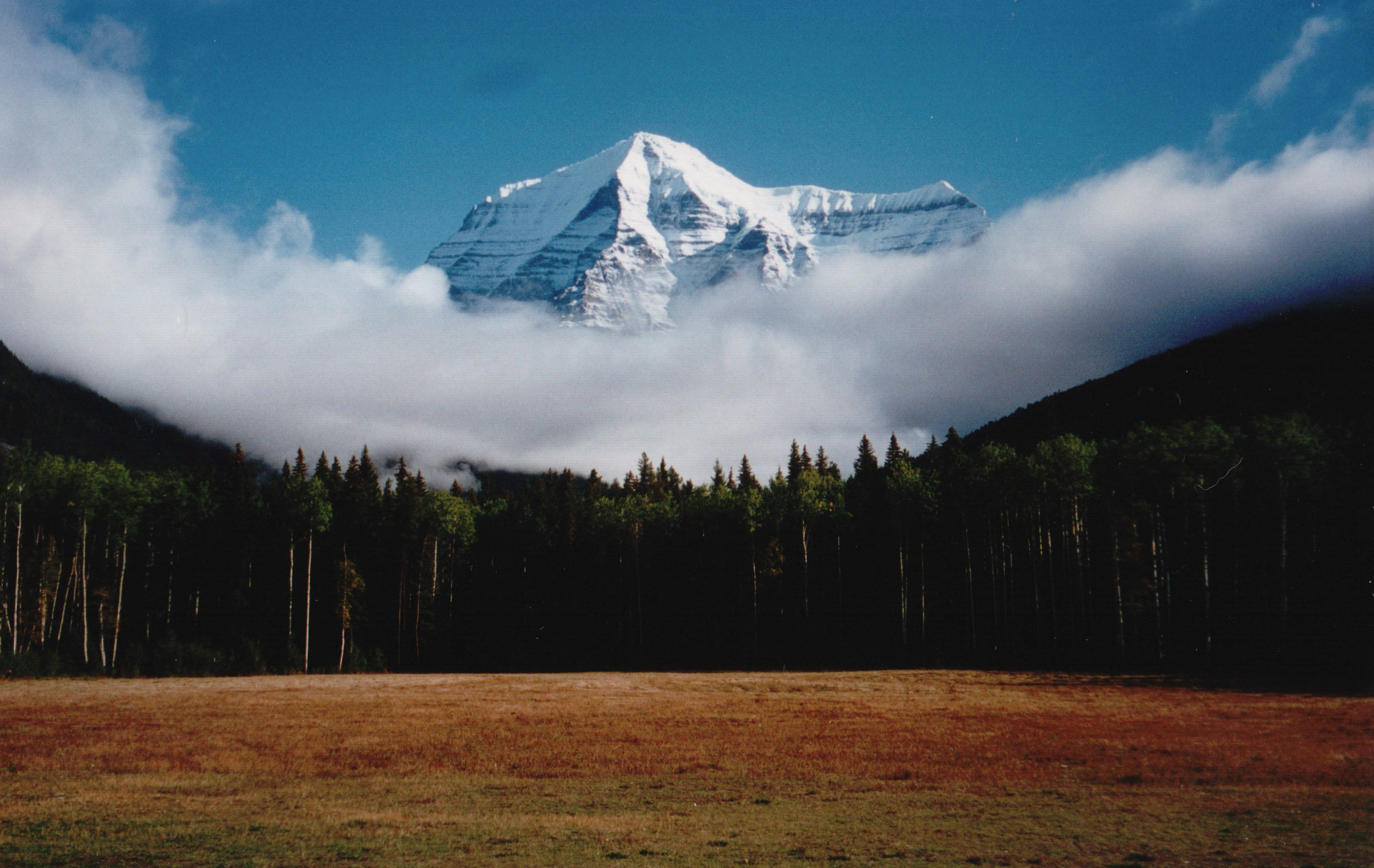
Els paisatges canadencs eren font d'inspiració per la compositora

Entre els seus primers treballs, va ser més hàbil per les obres de piano, però aviat va fer un ús efectiu de l'orquestra, sobretot després d'estudiar clarinet, percussió, cordes i metalls, i després de convertir-se en estudiant de Hindemith. Les seves habilitats augmentades es poden veure en plena exhibició en el seu Piano Concerto (1956), amb la seva brillant part en solitari i una escriptura orquestral transparent en la qual els vents tenen només una textura de recanvi, una característica típica Archer. Aquest concert exigeix un gran virtuosisme del solista i l'orquestra per igual. El contrapunt hàbil i una forta organització formal són característiques de les composicions de l'Archer.
El seu interès per la llibertat rítmica de la música popular es va mostrar més desenvolupat i abstracte en les seves sonates i el String Trio nº 2 (1961). Archer va dir de la seva música que contenia influències de paisatges canadencs; influències folk canadenques també es poden trobar en els seus Evocations (1987), que incorpora inuit i temes aborígens de la costa oest. Sovint tornava a la música popular canadenca per a les idees melòdiques i rítmiques en les seves obres per a nens i estudiants de música, així com per a peces de concert, com el trio de piano Ikpakhuaq. Inspirada en la poesia, va escriure diversos cicles de cançons i cançons individuals utilitzant poemes tan variats com els de Walt Whitman, Vachel Lindsay i Dorothy Livesay. També la religió va marcar molt tant la seva obra com la seva vida: "Jo crec que som guiats en el que fem. Sense la meva fe no seria capaç de fer el que estic fent, per descomptat, i sempre sento que cada nova peça hauria de ser millor que l'anterior".
Diverses de les composicions d'Archer han estat gravades per artistes com Christina Petrowska Quilico i l'Orquestra de Vancouver CBC (el Concerto No. 1 for Piano and Orchestra), i pel pianista Keillor Elaine i el clarinetista James Campbell. En la seva última dècada de vida, Archer va continuar component, ensenyant i viatjant a estrenes de la seva música. El 1993, als 80 anys, va ser compositora en residència al Festival of the Sound a Parry Sound, Ontario, i va participar en un festival a la Universitat d'Alaska. Finalment va traslladar-se des d'Edmonton cap a Ottawa el 1998 per estar més a prop de la seva família, i va acabar la seva última composició per encàrrec, Concerto for Accordion and Orchestra, un any abans de la seva mort.

## Honors i llegat[5]
| «                                         | La música de la Violet Archer està caracteritzada per una gran artesania, una intensitat sovint gairebé aclaparadora i un rigor intel·lectual | » |
| — Dr. Fordyce Pier, Universitat d'Alberta | |   |

| «                                | Les produccions de la Violet Archer van ser fenomenals, i pràcticament totes estan increïblement ben elaborades ... Durant dècades ha estat una de les compositores més importants del Canadà | » |
| — Julian Armour, violoncel·lista | |   |

Archer també és recordada pel seu suport a la nova música, i sobretot per la seva creença en la importància de la creació de música del s. XX per als joves. El seu treball és especialment notable des que va aconseguir el reconeixement en un moment en què era difícil per a les dones ser àmpliament acceptades com a compositores. Va formar part d'un triumvirat de modernes compositores canadenques - les altres dos són Jean Coulthard i Barbara Pentland - que van aconseguir aquesta distinció.
El 1985 es va celebrar el Violet Archer Festival a Edmonton, el qual va durar tres dies, durant els quals es van interpretar caorze de les seves obres més importants, incloent-hi diverses estrenes. Aquest festival va marcar la primera vegada que una dona compositora nord-americana havia estat honrada d'aquesta manera. Pel seu 80è aniversari el 1993 es va celebrar un concert de gala i una festa a Edmonton, amb una interpretació de les seves Variations sobre Original Theme for Carillon pel Dominion Carilloneur, Gordon Slater, a la torre de la Pau d'Ottawa. Per la seva marxa d'Edmonton el 1998 es va celebrar un concert de comiat, i un petit parc a Edmonton va començar a portar el seu nom.
El departament de música de la Universitat d'Alberta va nomenar una beca de composició amb el seu nom el 1992, i el Prairie Region Canadian Music Centre a la Universitat de Calgary va posar-li el seu nom a la biblioteca del centre. El 2005, el baixista Tim Vesely va batejar la seva banda de folk-rock independent com a The Violet Archers en honor seu. Archer va donar els seus manuscrits a la Universitat de Calgary el 1990. Tots els seus altres treballs es conserven en el Fons Violet Archer de la Universitat d'Alberta.

## Premis
| Dècada dels 70 | Dècada dels 80 | Dècada dels 90 |
| --- | --- | --- |
| - Citació per Servei Distingit Yale School of Music Alumni Association (1968) - Alberta Achievement Award Província d'Alberta (1970) - Doctorat Honorari de Música McGill University (1971) - Creative and Performance Award Edmonton (1972) - Queen's Silver Jubilee Medal (1978) - Life Membership Accademia Tiberina of Rome (1979) | - Premi per l'èxit excepcional en música per Concert Performing Rights Organization of Canada (1981) - Membre de l'Ordre del Canadà (1983) - Compositor de l'Any Canadian Music Council (1984) - Membre honorària "Royal Canadian College of Organists" (1985) - Membre del Saló de la Fama de la Cultura Edmonton (1986) - Doctorat Honorari de Música Universitat de Windsor (1986) - Doctorat Honorari de Música Universitat de Windsor (1986) - Premi "Sir Frederick Haultain": Govern d'Alberta (1987) - Grau Honorari, honoris causa Universitat de Calgary (1989) | - Premi "Vida Alberta" Província d'Alberta (1990) - Premi "Canada 125" Govern del Canadà (1992) - Grau honorari en Música Universitat de Mount Allison (1992) - Grau Honorari, honoris causa Universitat d'Alberta (1993) - Membresía de per vida Canadian University Music Society (1993) |

## Obres
| Obra                                                       | Any  |
| ---------------------------------------------------------- | ---- |
| Sganarelle, opera, libretto by Molière and Samuel A. Eliot | 1973 |
| The Meal, opera, libretto by Rowland Holt-Wilson           | 1983 |

| Obra                              | Any     |
| --------------------------------- | ------- |
| 3 early works                     | 1930–40 |
| Poem for Orchestra                | 1979    |
| Scherzo Sinfonico                 | 1940    |
| Britannia — A Joyful Overture     | 1941    |
| Fantasy on a Ground               | 1956    |
| Symphony                          | 1946    |
| Fanfare and Passacaglia           | 1930–40 |
| Divertimento                      | 1957    |
| Three Sketches                    | 1940    |
| Sinfonietta                       | 1968    |
| Prelude-Incantation               | 1964    |
| Sinfonia                          | 1969    |
| Little Suite for String Orchestra | 1970    |

| Obra                                                                                                  | Any              |
| --- | ---------------- |
| Fantasia Concertante, per a flauta, oboe, clarinet i corda                                            | 1941             |
| Fantasy for Clarinet and Strings                                                                      | 1942             |
| Concertino for Clarinet and Orchestra                                                                 | 1946 (rev. 1956) |
| Lamentations of Jeremy, SATB, orchestra, "words from the Bible"                                       | 1947             |
| The Bell, with CBC Symphony Orchestra, SATB, orchestra, libretto by John Donne [“The Bell Doth Toll”] | 1949             |
| Concerto No. 1 for Piano and Orchestra                                                                | 1956             |
| Apocalypse “Revelations,” per a soprano                                                               | 1958             |
| Violin Concerto                                                                                       | 1959             |
| Cantata sacra, 5 soli, small orchestra, "words from medieval texts"                                   | 1966             |
| Psalmody per a baríton, SATB, orquestra, "words from The Bible"                                       | 1978             |
| Divertimento for Piano and Strings                                                                    | 1985             |
| Evocations, 2 pianos, orquestra                                                                       | 1987             |
| Improvisation On a Name per a orquestra de cambra                                                     | 1987             |
| Four Dialogues for Classical Guitar and Chamber Orchestra                                             | 1990             |

| Obra                                                                                           | Any       |
| ---------------------------------------------------------------------------------------------- | --------- |
| 2 String Quartets                                                                              | 1940-1949 |
| Sonata, per a flauta, clarinet i piano                                                         | 1944      |
| Quartet per a flauta, oboe, clarinet i fagot                                                   | 1945      |
| Fantasy for Violin and Piano                                                                   | 1946      |
| Two Pieces for Flute Solo                                                                      | 1947      |
| Divertimento No. 1 , per a clarinet i fagot                                                    | 1949      |
| Fantasy in the Form of a Passacaglia , per a conjunt de cambra                                 | 1951      |
| 2 String Trios                                                                                 | 1953-1961 |
| Trio No. 1., per a trio de piano                                                               | 1954      |
| Prelude and Allegro,, per a violí i piano                                                      | 1954      |
| Three Duets for Two Violins                                                                    | 1955      |
| Sonata for Cello and Piano                                                                     | 1956      |
| Sonata No. 1., per a violí i piano                                                             | 1956      |
| Trio No. 2., with Brandon University Trio, per a trio de piano                                 | 1957      |
| Divertimento No. 2., per a oboè, violí i violoncello                                           | 1957      |
| Divertimento for Brass Quintet                                                                 | 1963      |
| Introduction, Dance and Finale, per a trompeta, trompa, trombó, tuba, arpa (piano) i percussió | 1963      |
| Sonata, per a trompa i piano                                                                   | 1965      |
| Dance, per a violí i violoncello                                                               | 1970      |
| Sonata, per a clarinet i piano                                                                 | 1970      |
| Three Little Studies for Violin and Piano                                                      | 1970      |
| Suite for Four Violins                                                                         | 1971      |
| Sonata for Alto Saxophone and Piano                                                            | 1972      |
| Sonata for Oboe and Piano                                                                      | 1973      |
| Little Suite for Trumpet and Piano                                                             | 1975      |
| Simple Tune for Soprano Recorder and Piano                                                     | 1975      |
| Sonata, per a viola, violoncello i piano                                                       | 1976      |
| Suite for Solo Flute                                                                           | 1976      |
| Sonatina for Oboe and Piano                                                                    | 1977      |
| Fantasy on “Blanche comme la neige per a guitarra                                              | 1978      |
| Sonatina for Bassoon and Piano                                                                 | 1978      |
| Sonatina for Clarinet and Piano                                                                | 1978      |
| Divertimento for Saxophone Quartet                                                             | 1979      |
| Four Duets for Violin and Piano                                                                | 1979      |
| Sonata for Bassoon and Piano                                                                   | 1980      |
| Capriccio, per a violoncello i piano                                                           | 1981      |
| Sonata for Solo Cello                                                                          | 1981      |
| String Quartet No. 3, quartet de corda de la Universitat d'Alberta                             | 1981      |
| Twelve Miniatures, per a violí i piano                                                         | 1981      |
| Soliloquies, per a clarinet                                                                    | 1982      |
| Statements, per a flauta                                                                       | 1982      |
| Celebration, per a quintet de metalls                                                          | 1983      |
| Signatures, alto i flauta                                                                      | 1984      |
| Ikpakhuag, per a violí, violoncello i piano                                                    | 1984      |
| Six Miniatures for Cello                                                                       | 1984      |
| Six Miniatures for Double Bass                                                                 | 1984      |
| Six Miniatures for Viola and Piano                                                             | 1984      |
| I va vari, per a quintet de metalls                                                            | 1985      |
| Moods , per a clarinet, alto i saxòfon                                                         | 1985      |
| The Dancing Kitten , per a violí i piano                                                       | 1986      |
| Six Miniatures for String Bass and Piano                                                       | 1986      |
| Four Miniatures for Classical Accordion                                                        | 1988      |
| Three Essays per a saxòfon                                                                     | 1988      |
| Two Fanfares for a Festive Day , per a quintet de metalls                                      | 1989      |
| Improvisation for Solo Snare Drum                                                              | 1990      |
| Prelude and Dance for Solo Tympani                                                             | 1990      |
| One Fifth on Four , per a xilòfon, celesta, piano, clarinet i violoncel                        | 1991      |

| Obra | Any              |
| --- | ---------------- |
| Three Scenes | 1945             |
| Sonata for Pianoforte | 1945 (rev. 1957) |
| 3 Sonatinas | 1945-1946-1973   |
| Three Scenes | 1945             |
| Six Preludes | 1947             |
| Three Sketches for Two Pianos | 1947             |
| Suite for Piano | 1947             |
| Theme and Variations on Là-Haut | 1952             |
| Ten Folk Songs for Four Hands | 1953             |
| Rondo | 1955             |
| Minute Music for Small Hands | 1957             |
| Eleven Short Pieces | 1960             |
| Four Little Studies for Piano | 1963             |
| Theme and Variations for Piano | 1963             |
| Three Miniatures | 1963             |
| Improvisations for Piano | 1968             |
| Two Miniatures,“Little March” | 1970             |
| Lydian Mood and A Quiet Chat | 1971             |
| Four Bagatelles for Piano | 1977             |
| Four Contrapuntal Moods for Piano | 1978             |
| Eight Little Canons for Piano | 1978             |
| Sonata No 2 | 1979             |
| Here and Now | 1980             |
| Four Vignettes | 1984             |
| També d'altres, alguns dels quals inclosos en llibres del grau RCMT de piano, i en col·leccions publicades per l'editorial Alberta Keys |                  |

| Obra                                          | Any  |
| --------------------------------------------- | ---- |
| Sonatina                                      | 1944 |
| Two Chorale Preludes                          | 1948 |
| Chorale Improvisation on “O Worship the King” | 1967 |
| Prelude and Fantasy on “Winchester New”       | 1978 |
| Festive Fantasy                               | 1979 |
| Improvisation on “Veni Creator”               | 1984 |
| Variations on Aberystwyth                     | 1984 |
| 4 preludis més. Manuscrits.                   | -    |
| Diverses obres per a carilló                  | -    |

| Obra                                                                             | Any                            |
| -------------------------------------------------------------------------------- | ------------------------------ |
| "Someone" (de la Mare), per a med. voice i piano                                 | 1949 (rev. 1959)               |
| Under the Sun, per a mezzo i piano, per Arthur Bourinot                          | 1949                           |
| "April Weather" per a alto i piano, libretto per A.B. England                    | 1950                           |
| "Cradle Song," per a alto i piano, libretto per Amy England                      | 1950                           |
| "The Twenty-Third Psalm" per a alto i piano                                      | 1952                           |
| Two Songs for Soprano Voice and B-flat Clarinet, libretto per William Blake      | 1958 (rev. per a mezzo, 1987). |
| "I Corinthians, 13", per a mezzo i piano                                         | 1976                           |
| Moon Songs, per a mezzo i piano, libretto per Vachel Lindsay                     | 1976                           |
| "Separation" per a alto (baríton) i piano, text from 10th century Chinese        | 1976                           |
| "In Just Spring" per a med. voice i piano words by E.E. Cummings                 | 1977                           |
| Plain Songs, per a mezzo i piano, per Dorothy Livesay                            | 1977                           |
| Northern Landscape, per a mezzo i piano, libretto per A.J.M. Smith               | 1978                           |
| A Sprig of Flowers, per a tenor, flauta i piano, libretto per Kuan Han Ch'ing    | 1979                           |
| Prairie Profiles,per a baríton, trompa i piano, libretto per David Carter        | 1980                           |
| Primeval, per a tenor i piano, origen: cançons aborígens                         | 1980                           |
| "Caleidoscopio" per a soprano i piano, libretto per Gisella Azzi                 | 1981                           |
| Green Jade, per a flauta, baríton, piano, libretto per Wu-chi Liu and Irving Lo  | 1982                           |
| "Birds at Daybreak" per a tenor i piano, words by Irving Layton                  | 1982                           |
| Epigrams,per a baríton (tenor) i piano                                           | 1985                           |
| If the Stars Are Burning, per a mezzo, clarinet i piano, libretto per F.E. Buske | 1987                           |
| "Surly, Burly Shirley" per a soprano (tenor), piano, libretto per Shirley Ottman | 1989?                          |
| "The Owl Queen" per a soprano (tenor) i piano                                    | 1989                           |
| Northern Journey, per a baríton i piano                                          | 1990                           |

| Obra | Any                |
| --- | ------------------ |
| Psalm 150, SATB, per a orgue                                                                            | 1941               |
| Landscapes, libretto per T.S. Eliot, SATB                                                               | 1950               |
| “Proud Horses” SATB, words by Arthur M. Sampley                                                         | 1953               |
| Three French Canadian Folk Songs, SATB                                                                  | 1953               |
| Christmas, SSA, per a oboè i arpa (piano), words by Althea Bass                                         | 1955               |
| The Mater Admirabilis Chapel, SSA, per a oboè i arpa (piano), words by Althea Bass                      | 1955               |
| Two Songs for Women's Voices, SSA, per a oboè i piano, libretto per Althea Bass                         | 1955               |
| Introit and Choral Prayer, liturgic, SATB, per a orgue, libretto perG.R. Campbell                       | 1962               |
| Sing, The Muse, SATB, libretto per William Shakespeare, John Marston, William Drummond i Walter Raleigh | 1964               |
| Centennial Springtime, unison, SATB, per a piano, libretto per J. Alexander                             | 1967               |
| Harvest, unison, per apiano, libretto per J.L. Hetherington                                             | 1967 (arrangement) |
| "I Will Lift up Mine Eyes" (Psalm 121), SATB, per a orgue                                               | 1967               |
| Sweet Jesu, King of Bliss SATB                                                                          | 1967               |
| "À la claire fontaine" SA, per a piano                                                                  | 1968 (arrangement) |
| Amens For Church Use, SATB, per a orgue                                                                 | 1968–74            |
| "O Lord Thou Hast Searched Me and Known Me" (Psalm 139), SATB per a orgue                               | 1968               |
| "O Sing Unto the Lord" (Psalm 96), SA, trp                                                              | 1968               |
| The Glory of God, paraules de la Biblia, SSAA                                                           | 1971               |
| "Sing a New Song to the Lord" (Psalm 98), SATB, per a orgue                                             | 1974               |
| Four Newfoundland Folk Songs, tenor, TTBB                                                               | 1975 (arrangement) |
| "Three Sailors from Groix" (French sea shanties, tr. Gerald Cockshott), SSA, piano                      | 1975 (arrangement) |
| "Shout with Joy" (Psalm 100), SATB, per a orgue                                                         | 1976               |
| To Rest in Thee, SATB, libretto per Thomas a Kempis                                                     | 1981               |
| "The Cat and the Moon" SATB, per a piano, words by W.B. Yeats                                           | 1983               |
| Songs of Summer and Fall, SATB, libretto per David Carter                                               | 1982               |
| Reflections, SSAATB, libretto per David Carter                                                          | 1983               |
| Two Hymns for SATB, Congregation and Organ, libretto per Herbert O'Driscoll                             | 1986               |
| "O Sing Unto the Lord a New Song" (Psalm 96), SATB                                                      | 1989               |
| També diversos treballs corals                                                                          |                    |

| Obra                       | Any  |
| -------------------------- | ---- |
| Someone Cares              | 1976 |
| Whatsoever Things Are True | 1980 |

| Obra                      | Any  |
| ------------------------- | ---- |
| Episodes, electronic tape | 1973 |

| Obra                                                              | Publicació             | Any  |
| ----------------------------------------------------------------- | ---------------------- | ---- |
| Music of Canada as Related to Its Composers                       | Revista Pan Pipes      | 1959 |
| Alberta and Its Folklore                                          | CFMS Newsletter        | 1967 |
| The Need for Educational Music                                    | Revista Prairie Sounds | 1987 |
| Let Us Bring an Understanding of 20th century Music into the 21st | Revista Prairie Sounds | 1992 |
| Paul Hindemith in the USA                                         | CFMTA Newsletter       | 1996 |